# Elecciones al Parlasur de Argentina de 2023
Las elecciones al Parlasur de Argentina de 2023 se llevaron a cabo el 22 de octubre de ese año, según lo establecido por el decreto 237/2023, en simultáneo con las elecciones presidenciales. Es la segunda en realizarse en forma directa, desde que el órgano legislativo Mercosur inició sus actividades en 2007. Antes los parlamentarios del Mercosur se elegían en forma indirecta por los legisladores nacionales de los países miembros.
Se votarán 43 parlamentarios del Mercosur que representarán a la Argentina, según el acuerdo sellado con el resto de los países.
Del total de parlamentarios electos, veinticuatro parlamentarios serán elegidos en forma directa y por escrutinio mayoritario uninominal en cada uno de los distritos regionales autónomos del país (23 provincias y la Ciudad de Buenos Aires), mientras que los demás 19 parlamentarios serán elegidos en forma directa y por escrutinio proporcional plurinominal tomando a todo el país como distrito único.
Los candidatos serán seleccionados previamente en elecciones primarias abiertas y obligatorias (PASO) a realizar el 13 de agosto de 2023.
Estas serán las primeras elecciones directas para el Parlasur desde el año 2015, ya que en 2019 se volvió al sufragio indirecto.

## Controversias
Actualmente el bloque opositor Juntos por el Cambio puja desde el Congreso de la Nación la suspensión de las elecciones parlamentarias, alegando, entre otras, que supone un importante gasto para el Estado nacional, de manera que se debería volver al sistema de voto indirecto implementado en la gestión del expresidente Mauricio Macri. La principal impulsora de dicho proyecto de ley es la diputada nacional Silvia Lospennato, quien integra la comisión de Asuntos Constitucionales.
La discusión por las elecciones viene de años anteriores, cuando en 2019 Macri no convocó a votar, amparándose en un “protocolo adicional” y una declaración conjunta firmada ese año en el Mercosur en la que se suspendió la elección hasta que se corrigiera la asimetría generada entre los Estados. El kirchnerismo llevó a los tribunales la decisión de Macri. En primera instancia, la jueza con competencia electoral María Servini le dio la razón al Ejecutivo Nacional, pero la Cámara Nacional Electoral (CNE) emitió un fallo en contrario y el gobierno de ese momento recurrió a la Corte Suprema, que ahora debe resolver.
El gobierno de Alberto Fernández se ampara en la decisión de la CNE para convocar a la elección directa. Pero para Lospennato, “el recurso extraordinario suspende los efectos del fallo de la Cámara. Por ende, hoy lo que está vigente es la decisión de primera instancia. El Gobierno no está obligado por ninguna norma a convocar a la elección directa”.

## Parlamentarios salientes
La renovación de las bancas argentinas del Parlasur será completa, por lo que todos los parlamentarios actuales terminan su mandato. La composición es exactamente igual que la original que resultó de las elecciones de 2015. Numerosos titulares en las listas nunca juraron, y actualmente cerca de la mitad de los cargos están ocupados por suplentes.
De los 43 cargos originales, dos se encuentran vacantes. La banca regional de Santiago del Estero quedó vacante cuando Ana María Corradi, segunda suplente de la nómina original, renunció para asumir como concejala de La Banda, sin haber un reemplazante posible. Por otro lado, la banca santafesina quedó vacante al estar las dos suplentes trabajando en el gobierno provincial.
| N.º | Nombre del Parlamentario   | Bloque            | Bloque                | Distrito                                                        | Notas                                                             |
| --- | -------------------------- | ----------------- | --------------------- | --------------------------------------------------------------- | ----------------------------------------------------------------- |
| 1   | Jorge Vanossi              |                   | Frente de Todos       | Distrito Nacional                                               | Elegido originalmente por Una Nueva Alternativa                   |
| 2   | Víctor Santa María         | Distrito Nacional | Frente de Todos       | Miembro no activo                                               |                                                                   |
| 3   | Julia Perié                | Distrito Nacional | Frente de Todos       |                                                                 |                                                                   |
| 4   | María Sofía Prado Budeguer | Distrito Nacional | Frente de Todos       | Elegido originalmente por Una Nueva Alternativa                 |                                                                   |
| 5   | Gastón Harispe             | Distrito Nacional | Frente de Todos       | Jefe de Bloque                                                  |                                                                   |
| 6   | Marina Femenía             | Distrito Nacional | Frente de Todos       |                                                                 |                                                                   |
| 7   | Elena Corregido            | Distrito Nacional | Frente de Todos       |                                                                 |                                                                   |
| 8   | Karolina Bobadilla         | Distrito Nacional | Frente de Todos       |                                                                 |                                                                   |
| 9   | Carlos Aníbal López López  | Buenos Aires      | Frente de Todos       |                                                                 |                                                                   |
| 10  | Damián Brizuela            | Catamarca         | Frente de Todos       |                                                                 |                                                                   |
| 11  | Julio Sotelo               | Chaco             | Frente de Todos       |                                                                 |                                                                   |
| 12  | Carlos Alfredo Béliz       | Chubut            | Frente de Todos       |                                                                 |                                                                   |
| 13  | Alejandro Karlen           | Corrientes        | Frente de Todos       |                                                                 |                                                                   |
| 14  | Cristian Bello             | Entre Ríos        | Frente de Todos       |                                                                 |                                                                   |
| 15  | Ricardo Oviedo             | Formosa           | Frente de Todos       |                                                                 |                                                                   |
| 16  | Eduardo Nicoletti          | La Pampa          | Frente de Todos       |                                                                 |                                                                   |
| 17  | Cecilia Britto             | Misiones          | Frente de Todos       |                                                                 |                                                                   |
| 18  | Ramón Rioseco              | Neuquén           | Frente de Todos       |                                                                 |                                                                   |
| 19  | Jorge Cejas                | Río Negro         | Frente de Todos       |                                                                 |                                                                   |
| 20  | Hernán Cornejo             | Salta             | Frente de Todos       |                                                                 |                                                                   |
| 21  | Tomás Strada               | San Juan          | Frente de Todos       |                                                                 |                                                                   |
| 22  | Carlos Gleadell            | Santa Cruz        | Frente de Todos       |                                                                 |                                                                   |
| 23  | Miguel Cusi Cruz           | Tierra del Fuego  | Frente de Todos       |                                                                 |                                                                   |
| 24  | Nancy D'Auria              | Tucumán           | Frente de Todos       |                                                                 |                                                                   |
| 25  | Fabián Rodríguez Simón     |                   | Cambiemos             | Distrito Nacional                                               | Apartado del bloque por no presentarse ante la Justicia Argentina |
| 26  | Lilia Puig de Stubrin      | Distrito Nacional | Cambiemos             |                                                                 |                                                                   |
| 27  | Walter Nostrala            | Distrito Nacional | Cambiemos             |                                                                 |                                                                   |
| 28  | María Luisa Storani        | Distrito Nacional | Cambiemos             |                                                                 |                                                                   |
| 29  | Armando Abruza             | Distrito Nacional | Cambiemos             |                                                                 |                                                                   |
| 30  | Marcelo Elías              | Distrito Nacional | Cambiemos             |                                                                 |                                                                   |
| 31  | María del Valle González   | CABA              | Cambiemos             |                                                                 |                                                                   |
| 32  | Humberto Benedetto         | Córdoba           | Cambiemos             |                                                                 |                                                                   |
| 33  | Norma Aguirre              | Jujuy             | Cambiemos             |                                                                 |                                                                   |
| 34  | Marcela Crabbe             | La Rioja          | Cambiemos             |                                                                 |                                                                   |
| 35  | Emilio Luis Magnaghi       | Mendoza           | Cambiemos             |                                                                 |                                                                   |
| 36  | Justo Marco Sosa           |                   | Compromiso Federal    | San Luis                                                        |                                                                   |
| 37  | Daniel Ramundo             |                   | Argentina Federal     | Distrito Nacional                                               | Elegido originalmente por Cambiemos                               |
| 38  | Herman Pedro Olivero       | Distrito Nacional | Argentina Federal     | Elegido originalmente por Una Nueva Alternativa, jefe de bloque |                                                                   |
| 39  | Juan Pablo López Baggio    |                   | Partido Justicialista | Distrito Nacional                                               | Elegido originalmente por Frente para la Victoria                 |
| 40  | Tomás Hutchinson           |                   | Sin bloque            | Distrito Nacional                                               | Elegido originalmente por Una Nueva Alternativa                   |
| 41  | Braulio Echeverría         |                   | Sin bloque            | Distrito Nacional                                               | Elegido originalmente por Frente para la Victoria                 |
| 42  | Cargo vacante              |                   | Sin bloque            | Santa Fe                                                        | Elegido originalmente por Frente para la Victoria, sin ocupar     |
| 43  | Cargo vacante              |                   | Sin bloque            | Santiago del Estero                                             | Elegido originalmente por Frente para la Victoria, sin ocupar     |

## Resultados

### Distrito Nacional
|  | 36,38 % |

|  | 29,10 % |

|  | 24,78 % |

|  | 6,62 % |

|  | 3,11 % |

|  | 93,40 % |

|  | 5,78 % |

|  | 0,82 % |

|  | 77,05 % |

|  | 100 % |

### Distrito Regional
|  | 33,84 % |

|  | 1,56 % |

|  | 1,18 % |

|  | 1,03 % |

|  | 0,34 % |

|  | 0,15 % |

|  | 38,10 % |

|  | 23,49 % |

|  | 1,20 % |

|  | 1,17 % |

|  | 0,62 % |

|  | 0,56 % |

|  | 0,52 % |

|  | 0,13 % |

|  | 27,69 % |

|  | 22,18 % |

|  | 1,18 % |

|  | 1,11 % |

|  | 0,91 % |

|  | 0,38 % |

|  | 0,28 % |

|  | 0,07 % |

|  | 0,06 % |

|  | 26,17 % |

|  | 2,82 % |

|  | 0,75 % |

|  | 0,17 % |

|  | 0,07 % |

|  | 0,07 % |

|  | 3,88 % |

|  | 3,23 % |

|  | 0,24 % |

|  | 0,22 % |

|  | 0,16 % |

|  | 0,12 % |

|  | 0,10 % |

|  | 0,09 % |

|  | 88,18 % |

|  | 11,02 % |

|  | 0,80 % |

|  | 77,01 % |

|  | 100 % |

#### Resultados por provincia
|  | 43,98 % |

|  | 26,48 % |

|  | 25,30 % |

|  | 4,24 % |

|  | 89,43 % |

|  | 9,98 % |

|  | 0,59 % |

|  | 78,57 % |

|  | 100 % |

|  | 42,58 % |

|  | 31,49 % |

|  | 20,52 % |

|  | 5,41 % |

|  | 93,45 % |

|  | 5,82 % |

|  | 0,73 % |

|  | 72,90 % |

|  | 100 % |

|  | 70,90 % |

|  | 29,10 % |

|  | 54,93 % |

|  | 44,71 % |

|  | 0,36 % |

|  | 77,31 % |

|  | 100 % |

|  | 45,56 % |

|  | 28,69 % |

|  | 25,75 % |

|  | 91,62 % |

|  | 7,88 % |

|  | 0,50 % |

|  | 72,95 % |

|  | 100 % |

|  | 38,28 % |

|  | 32,96 % |

|  | 22,57 % |

|  | 6,19 % |

|  | 85,91 % |

|  | 12,56 % |

|  | 1,53 % |

|  | 74,83 % |

|  | 100 % |

|  | 33,05 % |

|  | 29,83 % |

|  | 22,38 % |

|  | 12,61 % |

|  | 2,13 % |

|  | 97,02 % |

|  | 2,19 % |

|  | 0,79 % |

|  | 75,73 % |

|  | 100 % |

|  | 38,77 % |

|  | 33,88 % |

|  | 27,35 % |

|  | 90,19 % |

|  | 9,10 % |

|  | 0,71 % |

|  | 77,40 % |

|  | 100 % |

|  | 39,49 % |

|  | 36,92 % |

|  | 23,59 % |

|  | 81,27 % |

|  | 17,97 % |

|  | 0,76 % |

|  | 78,16 % |

|  | 100 % |

|  | 54,37 % |

|  | 29,99 % |

|  | 15,64 % |

|  | 91,53 % |

|  | 7,97 % |

|  | 0,50 % |

|  | 76,02 % |

|  | 100 % |

|  | 38,40 % |

|  | 31,17 % |

|  | 23,54 % |

|  | 6,89 % |

|  | 84,49 % |

|  | 14,62 % |

|  | 0,89 % |

|  | 79,04 % |

|  | 100 % |

|  | 58,08 % |

|  | 37,71 % |

|  | 4,21 % |

|  | 58,88 % |

|  | 40,42 % |

|  | 0,70 % |

|  | 78,15 % |

|  | 100 % |

|  | 41,75 % |

|  | 38,01 % |

|  | 12,39 % |

|  | 7,85 % |

|  | 90,65 % |

|  | 8,69 % |

|  | 0,66 % |

|  | 80,51 % |

|  | 100 % |

|  | 43,25 % |

|  | 26,81 % |

|  | 24,14 % |

|  | 4,15 % |

|  | 1,65 % |

|  | 92,41 % |

|  | 6,21 % |

|  | 1,38 % |

|  | 75,85 % |

|  | 100 % |

|  | 65,39 % |

|  | 28,09 % |

|  | 6,52 % |

|  | 50,74 % |

|  | 48,77 % |

|  | 0,49 % |

|  | 76,08 % |

|  | 100 % |

|  | 35,54 % |

|  | 29,22 % |

|  | 20,93 % |

|  | 7,52 % |

|  | 6,79 % |

|  | 85,19 % |

|  | 13,00 % |

|  | 1,81 % |

|  | 80,33 % |

|  | 100 % |

|  | 32,93 % |

|  | 31,17 % |

|  | 16,68 % |

|  | 14,36 % |

|  | 4,86 % |

|  | 87,47 % |

|  | 10,70 % |

|  | 1,83 % |

|  | 77,54 % |

|  | 100 % |

|  | 38,91 % |

|  | 36,97 % |

|  | 13,26 % |

|  | 5,54 % |

|  | 2,92 % |

|  | 2,41 % |

|  | 90,87 % |

|  | 8,41 % |

|  | 0,72 % |

|  | 75,49 % |

|  | 100 % |

|  | 36,61 % |

|  | 36,50 % |

|  | 26,89 % |

|  | 87,69 % |

|  | 11,48 % |

|  | 0,83 % |

|  | 78,43 % |

|  | 100 % |

|  | 41,11 % |

|  | 27,06 % |

|  | 23,65 % |

|  | 5,42 % |

|  | 2,76 % |

|  | 90,83 % |

|  | 8,11 % |

|  | 1,06 % |

|  | 78,69 % |

|  | 100 % |

|  | 45,30 % |

|  | 37,07 % |

|  | 14,56 % |

|  | 3,07 % |

|  | 62,15 % |

|  | 35,21 % |

|  | 2,64 % |

|  | 72,42 % |

|  | 100 % |

|  | 32,37 % |

|  | 29,11 % |

|  | 26,96 % |

|  | 9,15 % |

|  | 2,41 % |

|  | 96,06 % |

|  | 2,71 % |

|  | 1,23 % |

|  | 73,14 % |

|  | 100 % |

|  | 81,61 % |

|  | 10,52 % |

|  | 7,87 % |

|  | 72,01 % |

|  | 27,47 % |

|  | 0,52 % |

|  | 79,22 % |

|  | 100 % |

|  | 37,52 % |

|  | 33,53 % |

|  | 14,97 % |

|  | 8,98 % |

|  | 5,00 % |

|  | 83,73 % |

|  | 14,74 % |

|  | 1,53 % |

|  | 74,17 % |

|  | 100 % |

|  | 47,25 % |

|  | 30,57 % |

|  | 17,91 % |

|  | 2,23 % |

|  | 2,04 % |

|  | 84,83 % |

|  | 14,40 % |

|  | 0,77 % |

|  | 82,65 % |

|  | 100 % |